# Новый Свет (Ленинградская область)
Но́вый Свет (фин. Saamusti) — посёлок в Гатчинском муниципальном округе, бывший административный центр Новосветского сельского поселения.

## История
Упоминается на шведской «Генеральной карте провинции Ингерманландии» 1704 года как деревня Samotsby.
На карте Санкт-Петербургской губернии Я. Ф. Шмидта 1770 года обозначена как деревня Замостье.
Деревня Большое Замостье из 25 дворов обозначена на «Топографической карте окрестностей Санкт-Петербурга» Ф. Ф. Шуберта 1831 года.

БОЛЬШОЕ ЗАМОСТЬЕ — деревня принадлежит Самойловой, графине, число жителей по ревизии: 81 м. п., 95 ж. п. (1838 год)

Согласно карте Ф. Ф. Шуберта 1844 года и карте С. С. Куторги 1852 года деревня Большое Замостье насчитывала 24 двора.
На этнографической карте Санкт-Петербургской губернии П. И. Кёппена 1849 года она уобозначена как деревня «Samosti», расположенная в ареале расселения савакотов. В пояснительном тексте к этнографической карте она записана как деревня Samosti (Большое Замостье), а также указано количество её жителей на 1848 год: савакотов — 91 м. п., 99 ж. п., всего 190 человек.

ЗАМОСТЬЕ БОЛЬШОЕ — деревня Царскославянского удельного имения, по просёлочной дороге, число дворов — 26, число душ — 82 м. п. (1856 год)

Согласно «Топографической карте частей Санкт-Петербургской и Выборгской губерний» 1860 года в деревне Большое Замостье было 22 крестьянских двора.

ЗАМОСТЬЕ БОЛЬШОЕ — деревня удельная при колодцах, число дворов — 22, число жителей: 89 м. п., 95 ж. п. (1862 год)

Согласно карте 1879 года деревня называлась Большое Замостье и состояла из 27 крестьянских дворов.

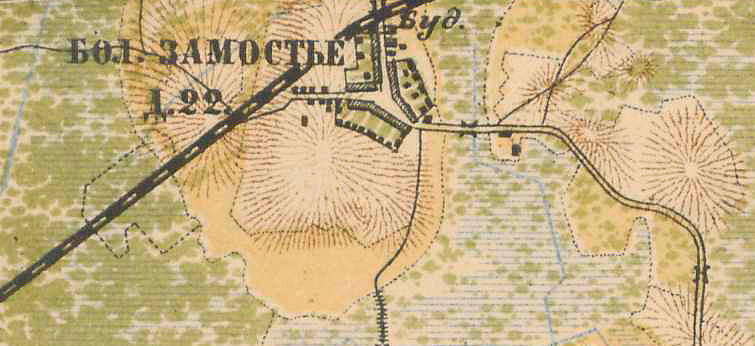
План деревни Большое Замостье. 1885 год

В 1885 году деревня вновь насчитывала 22 двора.
В конце XIX века деревня административно относилась к Мозинской волости 1-го стана Царскосельского уезда Санкт-Петербургской губернии, в начале XX века — 4-го стана. Население деревни было исключительно финским.
В 1913 году дворов было уже 44.
С 1917 по 1923 год деревня Большое Замостье входила в состав Замостского сельсовета Мозинской волости Детскосельского уезда.
С 1923 года в составе Гатчинской волости Гатчинского уезда.
Согласно данным переписи населения СССР 1926 года в деревне Большое Замостье Замостьского сельсовета Троцкой волости Троцкого уезда проживали 347 человек, все финны.
С 1928 года в составе Колпанского сельсовета. В 1928 году население деревни Большое Замостье составляло 529 человек.

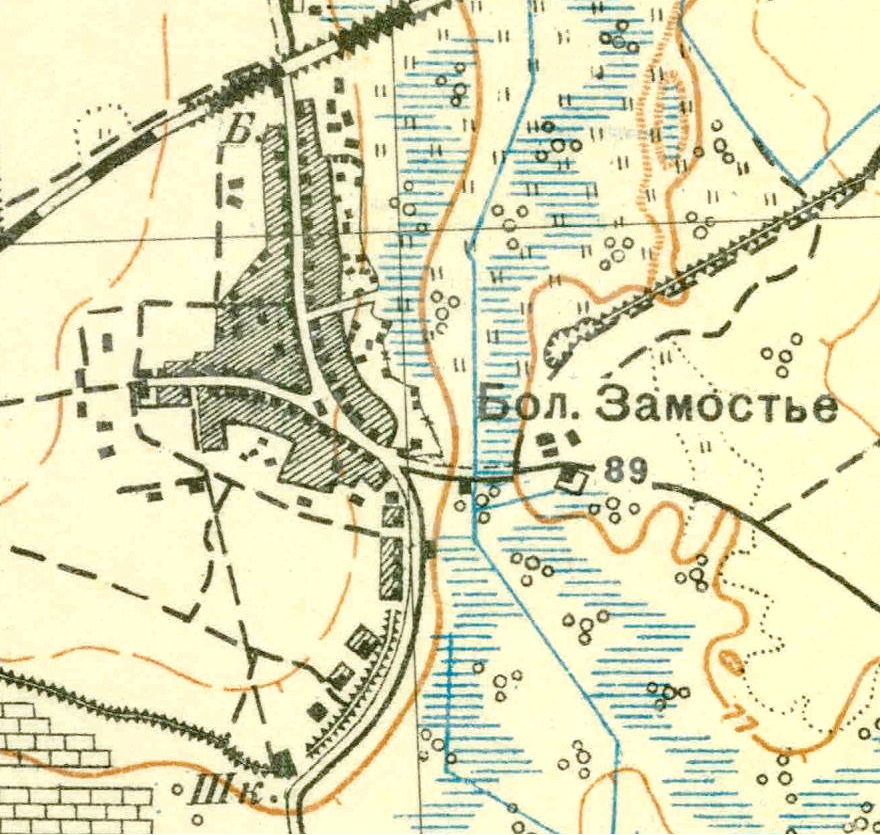
План деревни Большое Замостье.  1931 год

В 1931 году деревня Большое Замостье насчитывала 89 дворов. На южной окраине деревни находилась школа.
По данным 1933 года деревня Большое Замостье входила в состав Колпанского финского национального сельсовета Красногвардейского района.
C 1 августа 1941 года по 31 декабря 1943 года деревня находилась в оккупации.
С 1959 года в составе Воскресенского сельсовета.
В 1965 году население деревни Большое Замостье составляло 288 человек.
По данным 1966 года это был уже посёлок совхоза Новый Свет, который также находился в составе Воскресенского сельсовета.
По данным 1973 года посёлок входил в состав Пригородного сельсовета с административным центром в посёлке Пригородный.
По данным 1990 года в посёлке Новый Свет проживали 6200 человек. Посёлок являлся административным центром Пригородного сельсовета в который входили 7 населённых пунктов: деревни Коргузи, Малое Замостье, Пустошка, Сабры; посёлки Новый Свет, Пригородный, Торфяное, общей численностью населения 8231 человек.
В 1997 году в посёлке Новый Свет Пригородной волости проживали 5674 человека, в 2002 году — 5553 (русские — 91 %).
В 2007 году — 5514.

## География
Посёлок расположен в северной части района на автодороге 41К-223 (Киевское шоссе — Пижма), близ железнодорожной станции Фрезерный на линии Мга — Гатчина.
Расстояние до административного центра района — города Гатчины, 4 км.

## Демография
| 1862 | 2002  | 2007  | 2010  | 2017  | 2021  |
| ---- | ----- | ----- | ----- | ----- | ----- |
| 184  | ↗5553 | ↘5514 | ↗5648 | ↗5759 | ↗7000 |

Изменение численности населения за период с 1838 по 2021 год:

### Национальный состав
Согласно данным Всероссийской переписи населения 2021 года в посёлке проживали 7000 человек, из них:
русские — 5081, узбеки — 26, украинцы — 19, белорусы — 15, армяне — 8, молдаване — 8, татары — 6, финны — 6, евреи — 4, мордва — 4, немцы — 3, азербайджанцы — 2, вепсы — 2, казахи — 2, лезгины — 2, осетины — 2, эстонцы — 2, абхазы — 1, буряты — 1, гагаузы — 1, карелы — 1, коми — 1, литовцы — 1, казаки — 1, саамы — 1, таджики — 1, чуваши — 1, другие национальности — 56 человек, остальные национальность не указали.

## Экономика

### Свиноводческий комплекс «Новый Свет»
По посёлку Новый Свет назван свиноводческий комплекс, который расположен в соседней деревне Коргузи. Первые корпуса были построены в 1975—1977 годах. Впоследствии он стал крупнейшим в Европе. В 1990-е годы предприятие пережило кризис. Затем его приобрело московское ОАО «Росагрорегион», которое в 2003 году реконструировало производство. Сегодня на свинокомплексе работают 450 человек. После «Нового Света» мясо направляется в деревню Большие Колпаны, где находится мясоперерабатывающее производство того же «Росагрорегиона».

### Другие предприятия и организации
- Дом культуры
- Гостиничный комплекс
- ДЮСШ
- Аптека
- Амбулатория
- Медицинский центр
- Почта
- Магазины
- Кондитерская фабрика
- Молочный завод «Новый Свет» — производство и продажа мясной продукции
- АЗС
- МОУ ДОД «Центр информационных технологий»

## Образование
В посёлке есть средняя общеобразовательная школа и два отделения дошкольного образования:
- МБОУ Пригородная СОШ[34]
- МБДОУ Детский сад № 14[35]
- МБДОУ Детский сад № 61

## Достопримечательности
- Мемориал «Звезда». Расположен около Дома культуры. Сооружён в 1982—1983 годах в память о погибших здесь в 1941 году рабочих-ополченцах заводов «ГОМЗ», «КИНАП» и «Прогресс»[36].
- В посёлке расположено крупное предприятие по производству игристых и тихих вин ООО «Завод „Северная Венеция“». Шампанское выпускается под марками «Северная Венеция», «Мадам Тюссо» и «Российское». Налажено производство кагора и столовых вин из импортных виноматериалов[37].

## Спорт
Новый Свет является центром развития гиревого спорта. Ежегодно здесь проводится международный турнир «Кубок чемпионов», а в 2006 году проводился чемпионат России.

## Улицы
13-й массив, 32-й массив карта 0, 32-й массив карта 1, 32-й массив карта 10, 32-й массив карта 2, 32-й массив карта 3, 32-й массив карта 4, 32-й массив карта 5, 32-й массив карта 6, 32-й массив карта 7, 32-й массив карта 8, 32-й массив карта 9, Берёзовая, Киевское шоссе, Липовая, Массив 52 1-й переулок, Массив 52 2-й переулок, Массив 52 3-й переулок, Массив 52 Белая, Массив 52 Восточная, Массив 52 Голубая, Массив 52 Дачная, Массив 52 Долгая, Массив 52 Жемчужная, Массив 52 Зелёная, Массив 52 Крайняя, Массив 52 Летняя, Массив 52 Малая, Массив 52 Надежды, Массив 52 Новогодняя, Массив 52 Парковая, Массив 52 Садовая, Массив 52 Северная, Массив 52 Тупиковый переулок, Массив 52 Цветочная, Массив 52 Центральная, Основная, дорога Пижма — Ивановка, СПб — Псков 42 километр, СПб — Псков 43 километр, СПб — Псков 44 километр, СПб — Псков 45 километр, СПб — Псков 47 километр, Солнечная, Цветочная.

## Садоводства
Ропшинские Поместья.